# Distoleon dumontinus
Distoleon dumontinus is een insect uit de familie van de mierenleeuwen (Myrmeleontidae), die tot de orde netvleugeligen (Neuroptera) behoort. 
Distoleon dumontinus is voor het eerst wetenschappelijk beschreven door Navás in 1933.